# Filipinas en los Juegos Olímpicos de Montreal 1976
Filipinas estuvo representada en los Juegos Olímpicos de Montreal 1976 por un total de 14 deportistas, 13 hombres y una mujer, que compitieron en 6 deportes.
El equipo olímpico filipino no obtuvo ninguna medalla en estos Juegos.